# Кеппел, Роберт Дэвид
Роберт Дэвид Кеппел (англ. Robert David Keppel; род. 15 июня 1944) — отставной американский офицер полиции и детектив, наиболее известный своими расследованиями серийных убийц Теда Банди и Гэри Риджуэя.

## Ранние годы
Кеппел вырос в Спокане, штате Вашингтон и окончил среднюю школу Калифорнийской долины в 1962 году, где он был спортивной звездой. Он учился в Университете штата Вашингтон в Пулмене, штате Вашингтон. Преподает в Университете Нью-Хейвена. Работать в правоохранительных органах Кеппела вдохновил отец, мечтал стать начальником полиции. Получил степень магистра в области полицейской науки и управления. После окончания университета Кеппел работал в управлении шерифа округа Кинг, а затем был призван в армию в качестве сержанта строевой подготовки и капитана во время Вьетнамской войны.

## Карьера
«Убийства Теда» положили начало карьере Роберта Кеппела как детектива. Свидетели из государственного парка «Lake Sammamish» предоставили информацию о человеке по имени Тед, который разговаривал с двумя молодыми женщинами, объявленными пропавшими без вести, в ходе расследования Кеппел сузил большой список подозреваемых, пока у него не осталось 25 человек, включая Теда Банди.
После расследования с делом Банди, Кеппел решил окончить докторскую программу в Университете Вашингтона. Завершив эту 12-летнюю программу, он занял должность главного следователя Генеральной прокуратуры штата Вашингтон. В этой должности он расследовал другие преступления, такие как исчезновение капитана Рольфа Неслунда и смерть Донны Говард.
Кеппелу предложили помочь в работе оперативной группы по расследованию серии убийств в Грин-Ривер в Вашингтоне. В 1984 году Тед Банди начал писать письма Роберту Кеппелу в надежде помочь в расследовании убийств в Грин-Ривер. Эта переписка привела к беседам между ними, в результате которых Банди признался в своих неопознанных преступлениях за несколько дней до казни.
Кеппел является автором книги «Речник: Тед Банди и я охотимся за убийцей Грин-Ривер», снятой в одноимённом телевизионном фильме 2004 года с Брюсом Гринвудом в роли Кеппела и Кэри Элвесом в роли Банди. Он также является автором многих учебников по уголовному правосудию и смежным темам.